# 7-ма десантно-штурмова дивізія (РФ)
7-ма гвардійська десантно-штурмова (гірська) Червоного прапора орденів Суворова і Кутузова дивізія (7 ДШД) — військове з'єднання у складі Повітрянодесантних військ Росії.
Брала участь у Першій, Другій чеченських кампаніях, у війні з Грузією у 2008 році, а також у військовій інтервенції в Сирії.
У 2014 році підрозділи дивізії брали участь у військових операціях в ході збройної агресії РФ проти України. У 2022 році дивізія бере участь у російському вторгненні в Україну з 24 лютого 2022 року.

## Історія
Після розпаду СРСР у 1992 році 7-ма гвардійська повітрянодесантна дивізія СРСР увійшла до складу Збройних Сил Російської Федерації.
У 1993—1996 роках особовий склад з'єднання виконував миротворчі завдання в Абхазії.
В 1997 році був розформований 97-й гвардійський парашутно-десантний ордена Червоної Зірки Кубанський козачий полк (Новоросійськ), що входив до складу дивізії.

### Війна на сході України
Підрозділи 247-го десантно-штурмового полку зі складу 7-ї десантно-штурмової дивізії брали участь у бойових діях на Донбасі.
Було знайдено матеріали, що документують вихід 247 ДШП після боїв під Іловайськом в районі с. Горбатенко, що поблизу смт Старобешевого.
Військовслужбовець 247 ДШП Ігор Завалишин (рос: Игорь Завалишин) похизувався, виклавши відео поля бою з палаючою бронетехнікою на Донбасі.
Після серпневих боїв 2014 року деякі військовослужбовці отримали державні нагороди: «За воїнську доблесть».
У грудні 2019 року озвучено плани щодо розгортання новоствореного полку дивізії в окупованому Криму. Українські військові видання озвучили припущення, що у м. Феодосії буде розгорнуто сформований в 2017 році 171-й окремий десантно-штурмовий батальйон.
У 2022 році 7-ма дивізія бере участь у повномасштабній у війні з Україною, наступала з території Криму. Брала участь у захопленні Херсона і аеродрому в Чорнобаївці, наступала на Миколаїв.
5 березня 2022 року повідомлялося про ліквідацію командира 247 ДШП полковника Костянтина Зізевського.
21 березня 2022 року стало відомо, що було ліквідовано командира 171 окремого десантно-штурмового батальйону підполковника Олексія Шаршавова.
У листопаді 2022 дивізія разом з іншими силами ЗС РФ пішла з правобережжя Херсонської області. Влітку 2023 року, була перекинута до Запорізької області.

## Склад
- Керівництво

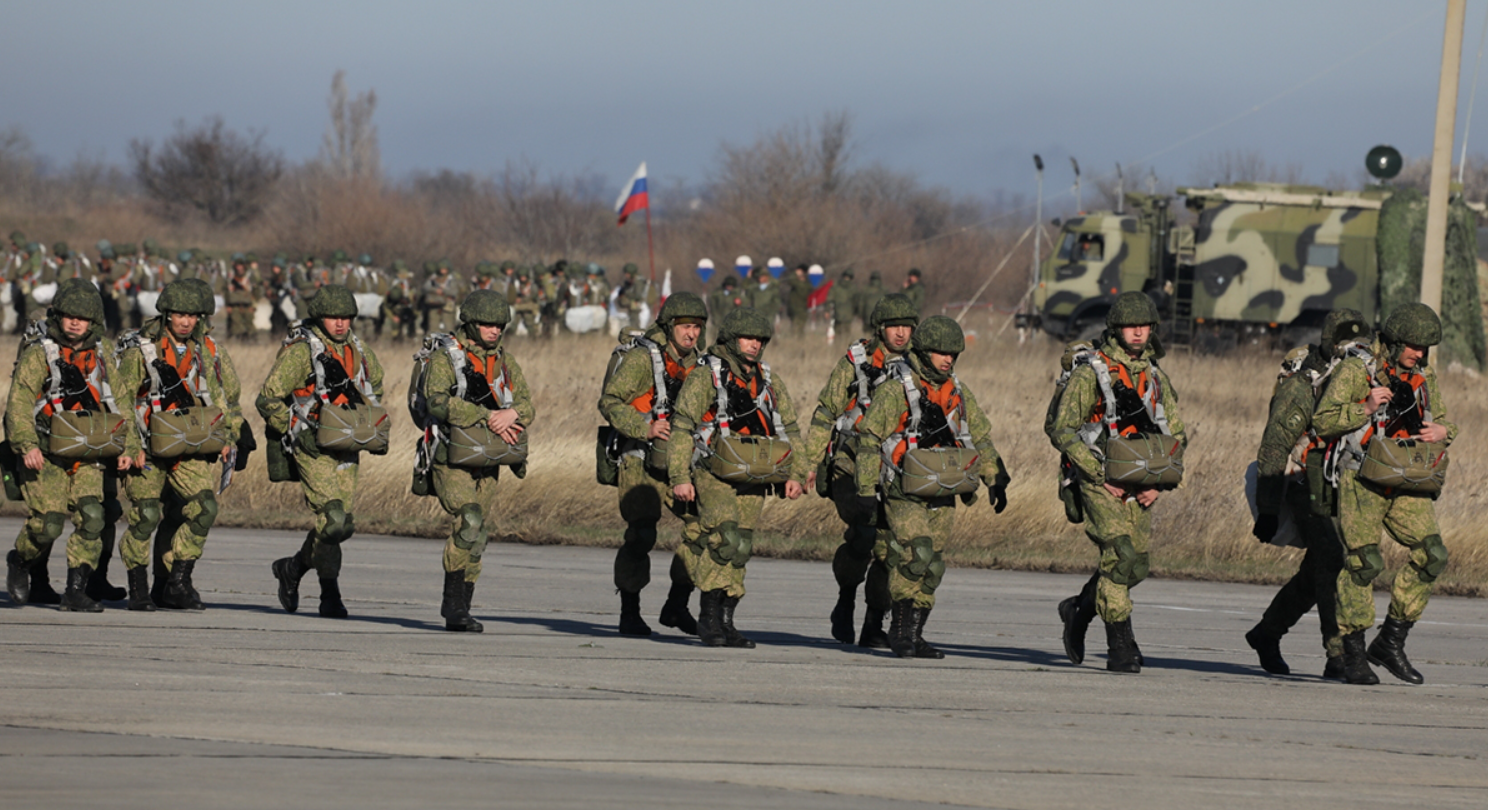
Десантники 7-ї гвардійської десантно-штурмової дивізії. Росія

- 56-й гвардійський десантно-штурмовий ордена Вітчизняної війни Донський козачий полк
- 108-й гвардійський десантно-штурмовий ордена Червоної Зірки Кубанський козачий полк (Новоросійськ)
- 247-й гвардійський десантно-штурмовий Кавказький козачий полк (Ставрополь)
- 1141-й гвардійський артилерійський полк (Анапа)
- 3-й гвардійський зенітно-ракетний полк
- 743-й окремий гвардійський батальйон зв'язку
- 629-й окремий інженерно-саперний батальйон (ст. Старотитарівська, Краснодарського краю)
- 1681-й окремий батальйон матеріального забезпечення (Новоросійськ)
- 32-й окремий медичний загін
- 97-й десантно-штурмовий полк (п. Калинівка, окупований Крим)
- 162-й окремий розвідувальний батальйон (ст. Раєвська)
- 171 окремий десантно-штурмовий батальйон (м. Феодосія)

## Командування
- 2012—2014 — генерал-майор Солодчук Валерій Миколайович
- 2019—2021 — генерал-майор Суховецький Андрій Олександрович

## Традиції

### Геральдика

Емблема 7 ПДД зразка 1993 р.

26 січня 1993 року 7-й повітрянодесантній дивізії затверджено нарукавний знак у формі щита з зубром, гербом Каунасу, де розташовувався штаб дивізії.
23 листопада 2006 року 7-й десантно-штурмовій дивізії затверджено новий нарукавний знак із зображенням Ельбруса.